# Iglesia de Dios Todopoderoso
La Iglesia de Dios Todopoderoso (en chino Quánnéng Shén Jiàohuì, 全能神教會/全能神教会), también conocida como Relámpago Oriental (東方閃電/东方闪电), es una secta, establecida en China en 1991, al cual fuentes del Gobierno Chino le atribuyen de tres a cuatro millones de miembros. Su enseñanza principal es que Jesús de Nazaret regresó a la tierra en nuestros días como el Dios Todopoderoso encarnado en una mujer china (全能神). El movimiento es considerado como un xie jiao (un término a veces traducido como “secta maligna”, pero de hecho usado desde la dinastía Ming para indicar “enseñanzas heterodoxas”) por las autoridades chinas y es acusado de varios crímenes, incluyendo el infame asesinato sectario en el McDonald’s de Zhaoyuan. al homicidio de Wu Shuoyan, una vendedora de 37 años, que sucedió el 28 de mayo de 2014 en un restaurante de la cadena McDonald's en la ciudad de Zhaoyuan, en la provincia china de Shandong. El asesinato fue cometido por miembros de un nuevo movimiento religioso llamado "Iglesia de Dios Todopoderoso". Testigos concuerdan en la dinámica del evento y en el nombre de los perpetradores (dos de ellos fueron sentenciados a muerte), pero divergen en cuanto al grupo religioso al que pertenecían. El crimen generó muchas emociones en China, donde la prensa y los medios debatieron sobre la maldad de las “sectas” y sobre la ruptura del tejido social evidenciada por el hecho de que los otros clientes del McDonald’s, cuyo número habría sido suficiente para superar a los asesinos, no intervinieron para salvar a la víctima. Algunos activistas de derechos humanos han argumentado que estas acusaciones han sido fabricadas para justificar su persecución, que está basada en motivaciones políticas.

## Historia
Aunque el movimiento nunca menciona su nombre o detalles biográficos, y advierte que cualquier información proveniente de fuentes externas puede ser incorrecta, la mayoría de los académicos creen que este identifica al Dios Todopoderoso encarnado con una mujer china, Yang Xiangbin (n. 1973), nacida en el noroeste de China. En 1989 la persona identificada por el movimiento como el Dios Todopoderoso entró formalmente al movimiento de la iglesia clandestina de China, es decir, las iglesias protestantes independientes del gobierno.[cita requerida] Yang comenzó a proferir palabras que seguidores compararon con autoridad y poder a aquellas expresadas por Jesucristo, cuando atendía reuniones de grupos fundados por Witness Lee, conocidas como movimiento de las iglesias locales en el mundo occidental y como “Shouters” (Gritadores) en China.
En 2010 Zhao Weishan (n. 1951), nacido en la provincia de Heilongjiang en China, quien en aquel tiempo era líder de una rama independiente del movimiento de los Shouters. Más tarde fue reconocido como el Hombre Usado por el Espíritu Santo y el Sacerdote de la Iglesia de Dios Todopoderoso. La Iglesia es personalmente dirigida y guiada por la persona a la que reconoce como el Dios Todopoderoso, mientras que Zhao Weishan coopera con ella y está a cargo de los asuntos administrativos.
Después de la dura represión de mediados de los noventa en contra de los Shouters y de la Iglesia de Dios Todopoderoso[cita requerida], cuyas diferencias teológicas no eran necesariamente claras para las autoridades chinas, Zhao y Yang fueron a los Estados Unidos, a donde llegaron el 6 de septiembre del 2000 y donde les fue otorgado el asilo político el año siguiente. Desde entonces, viven y dirigen el movimiento desde Nueva York. A inicios del 2009 He Zhexun, quien estaba a cargo del trabajo de la Iglesia en China Continental, fue arrestado por las autoridades chinas. El 17 de julio del 2009, Ma Suoping (mujer, 1969-2009), quien tomó el puesto de He Zhexun, también fue arrestada y murió bajo custodia de la policía china.
A pesar de la represión gubernamental y del hecho de que algunos líderes de las iglesias cristianas principales acusaron a la Iglesia de Dios Todopoderoso de herejía, la Iglesia creció en China y, de acuerdo con fuentes oficiales chinas, había alcanzado tres o incluso cuatro millones de miembros en el 2014. Desde que ocurrió el asesinato sectario en el McDonald’s de Zhaoyuan del 2014, la represión china se intensificó y varios miles de miembros escaparon al extranjero en donde fundaron iglesias en Corea del Sur, Estados Unidos, Italia, Francia, España, Canadá y otros países, adicionalmente a aquellas establecidas en Hong Kong y Taiwán. Una consecuencia de la diáspora, a la que se le ha prestado poca atención, es el florecimiento de una considerable producción artística de pinturas y películas en países donde la Iglesia de D[cita requerida]ios Todopoderoso puede operar. Algunas de las películas han ganado premios en festivales de películas cristianas.

## Creencias
El nombre de “Relámpago Oriental” fue originalmente acuñado por observadores externos y se refiere a un pasaje del Evangelio de Mateo, 24:27: ““Porque como el relámpago que sale del oriente y se muestra hasta el occidente, así será también la venida del Hijo del Hombre.” Este “relámpago que sale del oriente”, de acuerdo a la Iglesia, es Jesucristo regresando como Dios Todopoderoso de un país en el oriente, China, para inaugurar la tercera edad de la humanidad, la Era del Reino, que sigue a la Era de la Ley, es decir el tiempo del Antiguo Testamento y la Era de la Gracia, que duró desde el nacimiento de Jesús al advenimiento de Dios Todopoderoso en el siglo XX.
Con el sacrificio de Jesús en la cruz los pecados de los humanos fueron perdonados, pero su naturaleza pecadora no fue erradicada. En la Era del Reino Dios Todopoderoso trabaja para erradicar la naturaleza pecadora. Sin embargo, no se debe de confundir la Era del Reino con la Era del Reino Milenario, un tiempo futuro que seguirá a los desastres apocalípticos profetizados en la Biblia, cuando el mensaje de Dios Todopoderoso será aceptado en todos los países, la naturaleza pecadora del humano será transformada y los humanos purificados por el trabajo de Dios vivirán eternamente en la tierra.
La Iglesia define como su miembro a aquel que realmente cree en Dios, que tiene “buena humanidad” y que está seguro de que Dios Todopoderoso es el Jesús que regresó en nuestros días desde China, un país que, de acuerdo a la Iglesia, representa al mismo tiempo el país donde el dragón maligno del libro del Apocalipsis se manifiesta a sí mismo en el semblante del Partido Comunista de China y donde la parusía de Jesucristo también debe de manifestarse.

## Controversias
Acusaciones de serios crímenes contra la Iglesia de Dios Todopoderoso vienen de dos fuentes: la del Partido Comunista de China (PCCh) y de otras iglesias cristianas. El gobierno chino y los medios de comunicación acusan periódicamente a la Iglesia de Dios Todopoderoso de crímenes. Las acusaciones más frecuentes conciernen al asesinato sectario en el McDonald’s de Zhaoyuan del 2014, que estuvo en el centro de un reportaje del Servicio Mundial de la BBC ese mismo año; la extirpación de los ojos de un niño en el 2013 en Shanxi, y los alborotos conectados a los anuncios sobre que el fin del mundo ocurriría en el 2012.
El asesinato sectario en el McDonald’s de Zhaoyuan fue el brutal homicidio, el 28 de mayo de 2014, de una vendedora de 37 años llamada Wu Shouyan (1977-2014) en un restaurante McDonald's en la ciudad de Zhaouyuan, en la provincia china de Shandong. Seis “misioneros” entraron al McDonald's y le pidieron a los comensales sus números celulares. Wu se negó a proporcionarles el suyo, lo que los llevó a identificarla como un “espíritu maligno” y a asesinarla. Las autoridades chinas afirman que los perpetradores fueron miembros de la Iglesia de Dios Todopoderoso y esta afirmación fue repetida por los principales medios de comunicación en occidente. Sin embargo, los académicos que estudiaron los documentos del juicio, donde dos de los asesinos fueron sentenciados a muerte, concluyeron que el grupo, a pesar de usar el nombre de “Dios Todopoderoso”, no era parte de la Iglesia de Dios Todopoderoso y que de hecho creían en un Dios Todopoderoso diferente, una deidad dual encarnada en las dos líderes del movimiento, Zhang Fan (1984-2015), quien fue ejecutada en el 2015, y Lü Yingchun, quien fue sentenciada a cadena perpetua.
El 24 de agosto de 2013 una mujer extirpó los ojos de un niño llamado Guo Bin en Shanxi. Posteriormente, el niño se volvió internacionalmente famoso por la exitosa cirugía de prótesis ocular que le hicieron en Shenzen. Después del asesinato sectario en el McDonald’s de Zhaoyuan, algunos medios de comunicación chinos atribuyeron el crimen a miembros de la Iglesia de Dios Todopoderoso. Un estudio hecho por la académica estadounidense Holly Folk notó que la policía china concluyó en septiembre del 2013 que el crimen fue perpetrado por la tía de Guo Bin y no tuvo que ver con la Iglesia de Dios Todopoderoso.
La Iglesia de Dios Todopoderoso también ha sido acusada de predecir el fin del mundo para el 2012, dentro del marco de referencia del fenómeno de 2012 basado en profecías atribuidas a la cultura maya, causando alborotos e incluso crímenes alrededor de China. La académica australiana Emily Dunn, en lo que fue el primer libro académico sobre la Iglesia de Dios Todopoderoso en 2015, notó que al igual que muchos chinos, algunos “miembros del Relámpago Oriental adoptaron la profecía maya” y que “aparentemente lo hicieron sin aprobación por parte de las autoridades autoproclamadas del grupo,” quienes de hecho declararon las teorías “mayas” y otras sobre el fin del mundo como “equivocadas” teológica y factualmente.
Algunos líderes de otras iglesias cristianas han acusado a la Iglesia de Dios Todopoderoso de “herética” y de “robar miembros” de otras iglesias a través de estrategias tortuosas. Las acusaciones incluyen la afirmación de que en el 2002, la Iglesia de Dios Todopoderoso secuestró a treinta y cuatro líderes de la Asociación del Evangelio China (China Gospel Fellowhip), para convertirlos. Un número de cristianos occidentales encontraron creíbles las acusaciones. La Iglesia de Dios Todopoderoso publicó una refutación, notando que las versiones occidentales ignoraron el contexto y el trasfondo chino de persecución religiosa, listando inconsistencias en la historia, encontrando extraño que nadie fuera arrestado o comprometido a juicio por el crimen, y concluyendo con que al inventar la historia del secuestro, la Asociación del Evangelio China simplemente trató de encontrar una justificación al hecho de que muchos de sus miembros, incluyendo líderes nacionales, se habían convertido a la Iglesia de Dios Todopoderoso.
Otras controversias son concernientes a la negación del estatus de refugiados a miembros de la Iglesia de Dios Todopoderoso que escaparon a Corea del Sur, Francia, Italia y otros países. Mientras que autoridades en estos países afirman que no hay suficiente evidencia para el hecho de que los buscadores de asilo han sido perseguidos, algunos expertos internacionales contrarrestan con que la evidencia de que la Iglesia de Dios Todopoderoso es perseguida en conjunto como movimiento es suficiente y que las decisiones desfavorables para los solicitantes no están justificadas.